# Boca megachela
Boca megachela is een vlokreeftensoort uit de familie van de Aristiidae. De wetenschappelijke naam van de soort is voor het eerst geldig gepubliceerd in 1997 door Lowry & Stoddart.